# Akodon mollis
Akodon mollis és una espècie de mamífer rosegador de la família dels cricètids. Viu a altituds de fins a 4.900 msnm a l'Equador i el Perú. Es tracta d'un animal nocturn. Els seus hàbitats naturals són els herbassars i matollars, tant humits com secs. És una espècie en risc mínim, és a dir, no sembla que hi hagi cap amenaça significativa per a la seva supervivència. El seu nom específic, mollis, significa ‘tou’ en llatí.